# Shikrapur
Shikrapur är en ort i Indien.   Den ligger i distriktet Pune och delstaten Maharashtra, i den sydvästra delen av landet, 1 100 km söder om huvudstaden New Delhi. Shikrapur ligger 579 meter över havet och antalet invånare är 9 541.
Terrängen runt Shikrapur är platt, och sluttar söderut. Runt Shikrapur är det ganska tätbefolkat, med 207 invånare per kvadratkilometer. Närmaste större samhälle är Koregaon, 9,9 km sydväst om Shikrapur. Trakten runt Shikrapur består till största delen av jordbruksmark.